# Жосень (Бузеу)
Жосень, Жосені (рум. Joseni) — село у повіті Бузеу в Румунії. Входить до складу комуни Берка.
Село розташоване на відстані 106 км на північний схід від Бухареста, 22 км на північний захід від Бузеу, 108 км на захід від Галаца, 89 км на південний схід від Брашова.

## Населення
За даними перепису населення 2002 року у селі проживали 986 осіб.
Національний склад населення села:
| Національність | Кількість осіб | Відсоток |
| -------------- | -------------- | -------- |
| румуни         | 975            | 98,9%    |
| цигани         | 10             | 1,0%     |

Рідною мовою назвали:
| Мова      | Кількість осіб | Відсоток |
| --------- | -------------- | -------- |
| румунська | 979            | 99,3%    |
| циганська | 6              | 0,6%     |